# 永诚财产保险
永诚财产保险股份有限公司（英語：Alltrust Insurance Company Limited），簡稱永诚保险，是一間總部位於中國上海的非人壽保险公司，經營财产损失保险、责任保险、信用保险、保证保险、短期健康保险和意外伤害保险。

## 歷史
永诚财产保险股份有限公司成立於2004年9月27日，主要股東為中國電力系國有企業，及外資公司枫信金融控股及瑞士再保险。永诚财产保险是首家登陆新三板的保险公司，但未能成功發行新股於新三板實際流通。2017年年度，永诚财产保险由2014年起再次出現亏损。

## 股權投資
- 哈尔滨农村商业银行 （9.9%）[5]

## 股東
最後更新：2017年12月31日:45-46
| 排名 | 名稱                 | 數量          | 比例   | 備註                           |
| ---- | -------------------- | ------------- | ------ | ------------------------------ |
| 1.   | 华能资本服务         | 435,600,000   | 20.00% | 國有法人                       |
| 2.   | 枫信金融控股         | 325,721,000   | 14.95% | 外資法人                       |
| 3.   | 深圳能源集团         | 173,723,000   | 7.98%  | 國有法人、中国华能集团联營公司 |
| 4.   | 北方联合电力         | 172,425,000   | 7.91%  | 國有法人、中国华能集团子公司   |
| 5.   | 中国大唐集团资本控股 | 165,528,000   | 7.60%  | 國有法人                       |
| 6.   | 中国华电集团资本控股 | 165,528,000   | 7.60%  | 國有法人                       |
| 7.   | 国电资本控股         | 143,000,000   | 6.57%  | 國有法人                       |
| 8.   | 国家电投集团资本控股 | 143,000,000   | 6.57%  | 國有法人                       |
| 9.   | 瑞士再保险           | 108,900,000   | 5.00%  | 外資法人                       |
| 10.  | 福建省投资开发集团   | 103,455,000   | 4.75%  | 國有法人                       |
| 11.  | 神华国华能源投资     | 086,856,000   | 3.99%  | 國有法人                       |
| 12.  | 北京信远业隆投资管理 | 082,764,000   | 3.80%  | 非國有法人                     |
| 13.  | 云南电网             | 071,500,000   | 3.28%  | 國有法人、中国南方电网子公司   |
| 總計 |                      | 2,178,000,000 | 100%   |                                |

永诚保险股東經多次變化，但大多是電力系公司之間的轉讓，例如2008年国家电网旗下的中国电力财务，轉讓5%股本，共5000万股予中国华能集团子公司北方联合电力，令其持有10000万股（佔10%股本）。經2009年、2011年、2012年的發行新股，形成目前的股權比例。另外，五大電力公司亦內部轉讓永诚保险的股票，例如自2014年改由"中电投融和控股投资"持有中国电力投资集团（中电投）所擁有的永诚保险股票，2015年国家电力投资集团成立，再改由"国家电投集团资本控股"持股 ；2017年改由"中国大唐集团资本控股"持有中国大唐集团所擁有的永诚保险股票。

## 連結
- 官方网站